# NGC 4710
NGC 4710 (другие обозначения — UGC 7980, MCG 3-33-9, ZWG 100.11, IRAS12471+1526, PGC 43375) — галактика в созвездии Волосы Вероники.
Этот объект входит в число перечисленных в оригинальной редакции «Нового общего каталога».